# پارک ملی آتشفشانی لاسن
پارک ملی آتشفشانی لاسن (به انگلیسی: Lassen Volcanic National Park) پارکی طبیعی در ایالت کالیفرنیا در ایالات متحده آمریکا است.

## وب‌گاه‌های مربوطه
- وب‌گاه رسمی